# Argeș
Argeș je župa v jižní části Rumunska, ve Valašsku. Jejím hlavním městem je Pitești.

## Charakter župy
Župa hraničí na východě s župou Dâmbovița, na západě s župami Vâlcea a Olt, na severu s župami Sibiu a Brașov a na jihu s župou Teleorman. Její území je na severu hornaté; zasahují sem Karpaty a na jihu nížinné, zemědělsky velmi využívané. Největší řeka, která krajem protéká, je Argeș, po níž župa nese svůj název. Hlavní město Pitești má v župě dominantní postavení, jako jedno z mála měst je s Bukureští spojeno dálnicí.

## Města
- Pitești (hlavní město)
- Câmpulung
- Curtea de Argeș
- Mioveni
- Costești
- Topoloveni
- Ştefănești